# Dunai (Rússia)
Dunai (em russo: Дунай; romaniz.: Dunay) é um assentamento de tipo urbano situada no Krai do Litoral, Rússia. Segundo censo de 2019, havia 7 693 habitantes.